# Metin Erksan
Metin Erksan (Çanakkale, 1º gennaio 1929 – Istanbul, 4 agosto 2004) è stato un regista e sceneggiatore turco.
Il suo film L'estate arida ha vinto l'Orso d'oro al Festival internazionale del cinema di Berlino nel 1964.

## Filmografia parziale
- Karanlık Dünya / Aşık Veysel'ın Hayatı (1952)
- Beyaz Cehennem / Cingöz Recai (1954)
- Yolpalas Cinayeti (1955)
- Ölmüş Bir Kadının Evrakı Metrukesi (1956)
- Dokuz Dağın Efesi (1958)
- Hicran Yarası (1959)
- Gecelerin Ötesi (1960)
- Şoför Nebahat (1960)
- Mahalle Arkadaşları (1961)
- Oy Farfara Farfara (1961)
- Sahte Nikah (1962)
- Yılanların Öcü (1962)
- Acı Hayat (1962)
- Çifte Kumrular (1962)
- İstanbul Kaldırımları (1964)
- Suçlular Aramızda (1964)
- L'estate arida (Susuz Yaz) (1964)
- Sevmek Zamanı (1965)
- Ölmeyen Aşk (1966)
- Ayrılsak da Beraberiz (1967)
- Kuyu (1968)
- İki Günahsız Kız (1969)
- Ateşli Çingen (1969)
- Dağlar Kızı Reyhan (1969)
- Sevenler Ölmez (1970)
- Eyvah (1970)
- Hicran (1971)
- Makber (1971)
- Feride (1971)
- Keloğlan'la Can Kız (1972)
- Süreyya (1972)
- Bir İntihar (1975)
- Geçmiş Zaman Elbiseleri (1975)
- Hanende Melek (1975)
- Müthiş Bir Tren (1975)
- Sazlık (1975)
- Dağdan İnme (1975)
- Şeytan (1974)
- İntikam Meleği / Kadın Hamlet (1976)
- Sensiz Yaşayamam (1977)
- Preveze Öncesi (1982)